# SESC Guarulhos
O Sesc Guarulhos é um centro de esportes e cultura localizado na cidade de Guarulhos, São Paulo, no bairro Jardim Flor do Campo, pertencente a instituição privada Serviço Social do Comércio (SESC). O prédio do Sesc Guarulhos ocupa uma área de 34,2 mil m².
A unidade é considerada o "mais completo" espaço de lazer e cultura de Guarulhos. Sua biblioteca tem um acervo de 5 mil itens.

## Infraestrutura

### Térreo
entrada do prédio do Sesc Guarulhos, onde se encontra a loja do Sesc e a área de informações do Sesc, espaços para crianças, áreas de descanso, uma quadra de esportes, espaços para descanso, clínica odontológica, e uma área para exposição de obras de arte.

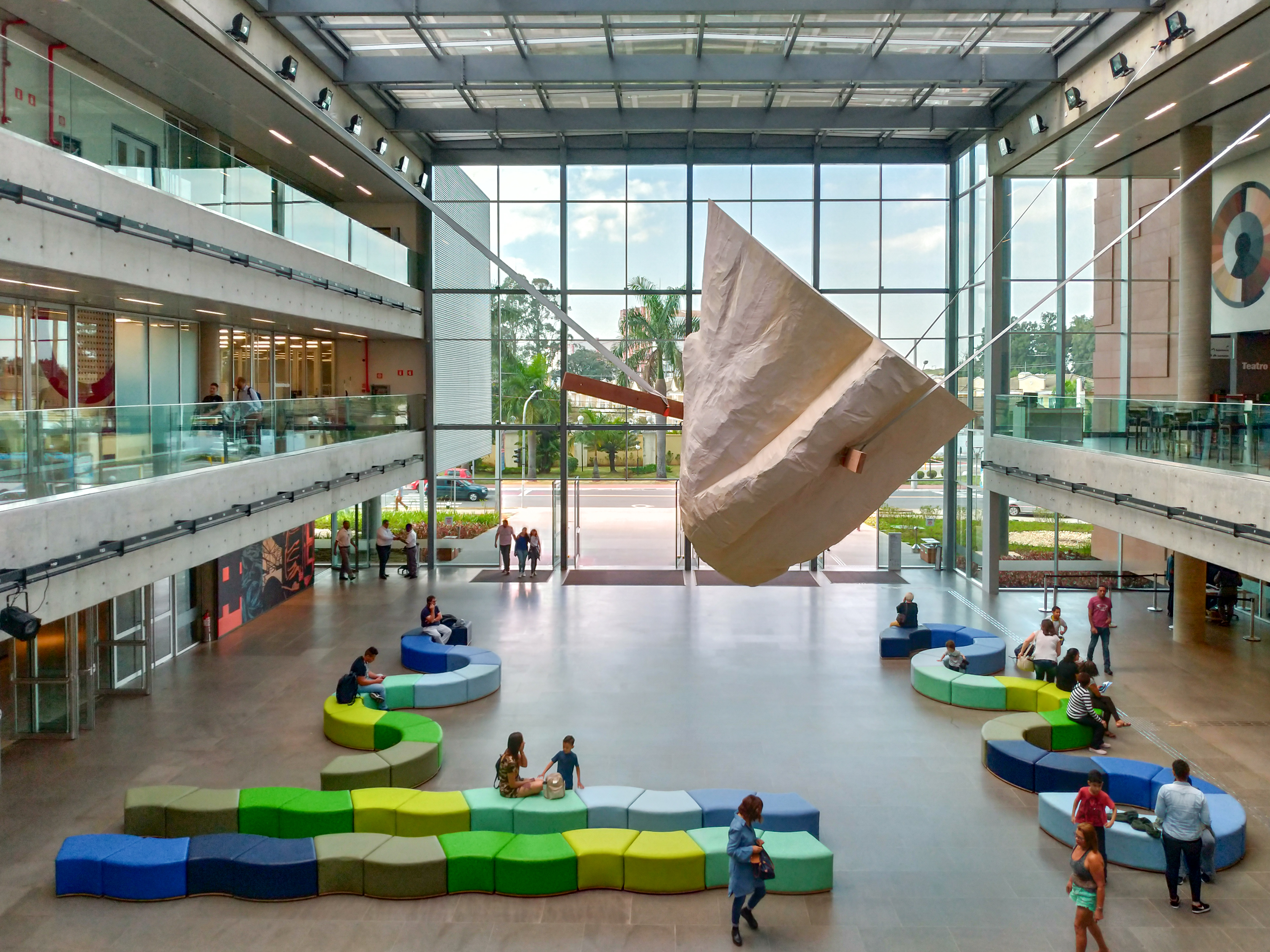
Entrada do Sesc Guarulhos
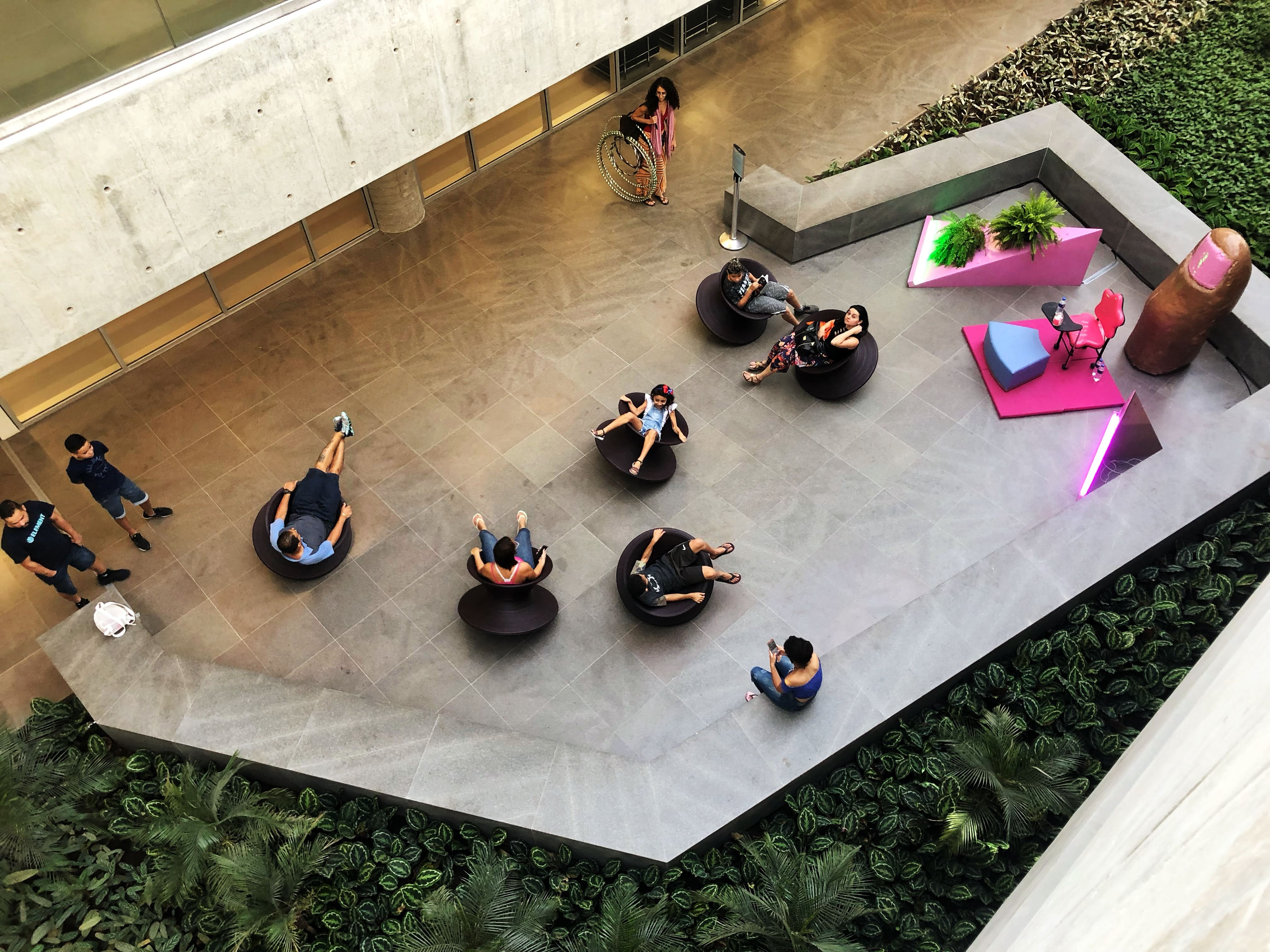
Vista da rampa do Sesc Guarulhos
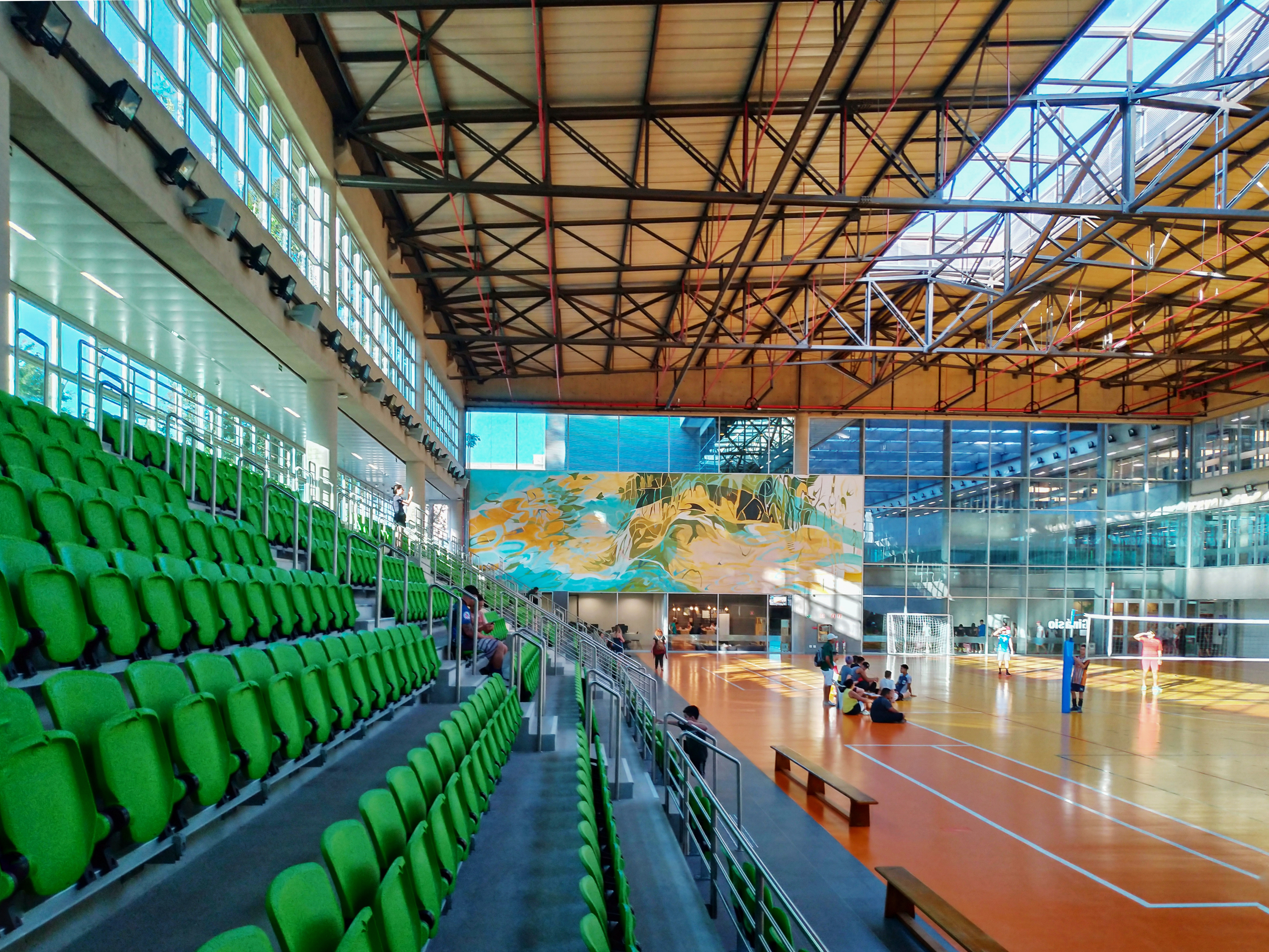
Quadra de esportes

### Primeiro Andar
o primeiro andar do prédio é onde se localiza a comedoria e o café, espaço de música, biblioteca, centro de educação ambiental a quadra de tênis, e as piscinas.

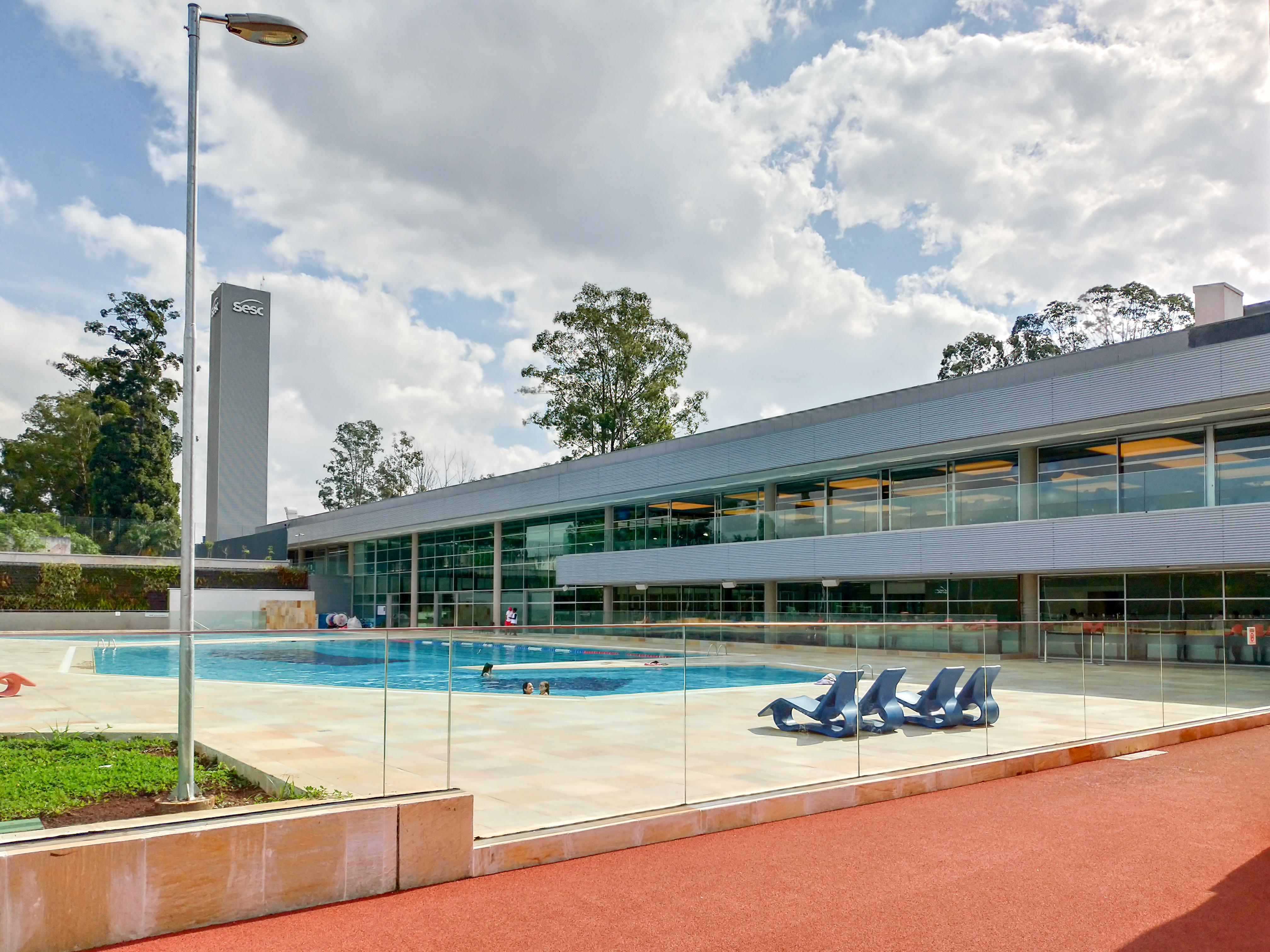
Piscina
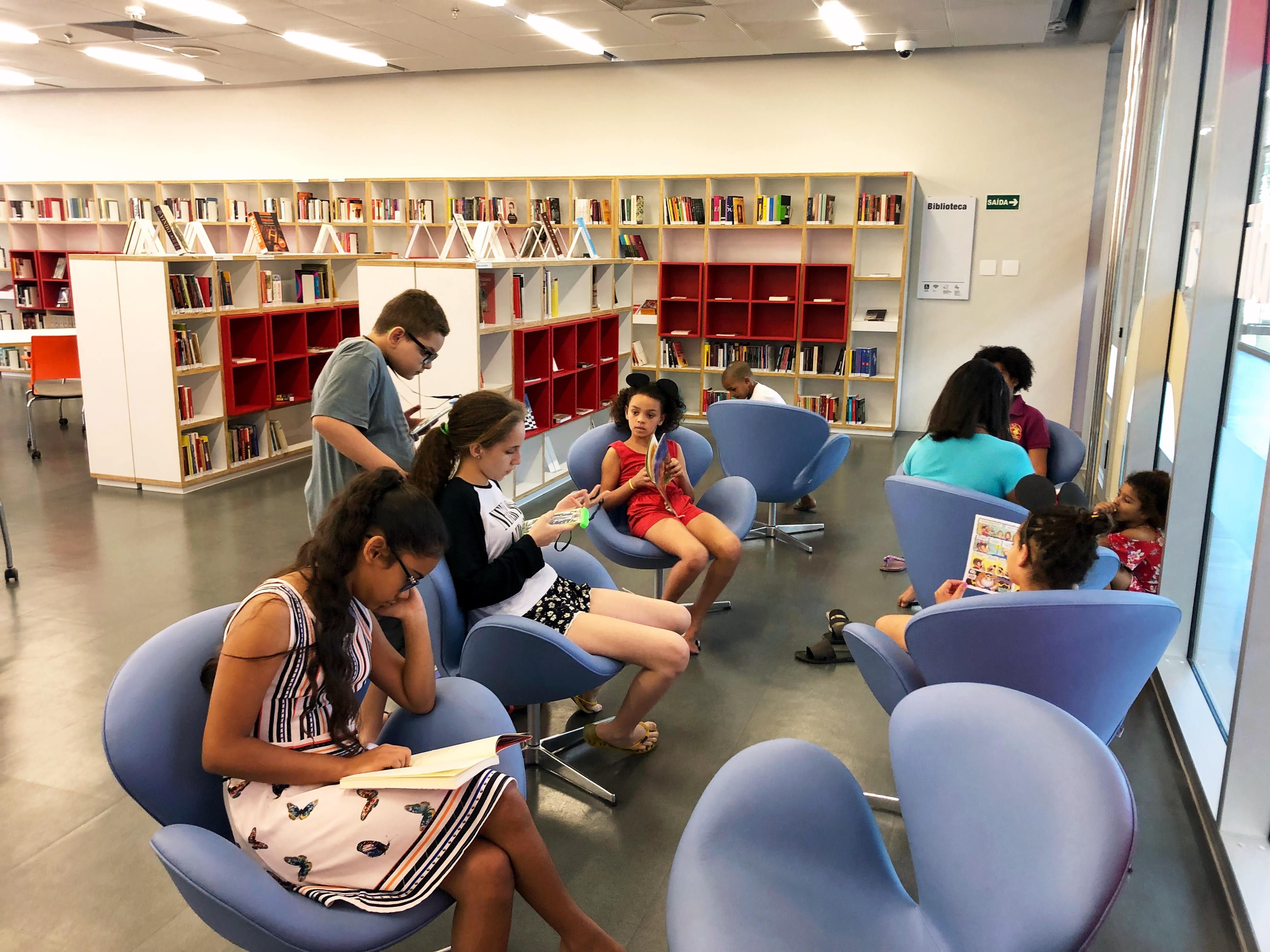
Biblioteca

### Segundo Andar
O segundo andar é onde se encontra o centro musical do Sesc Guarulhos, a academia, e um ateliê.

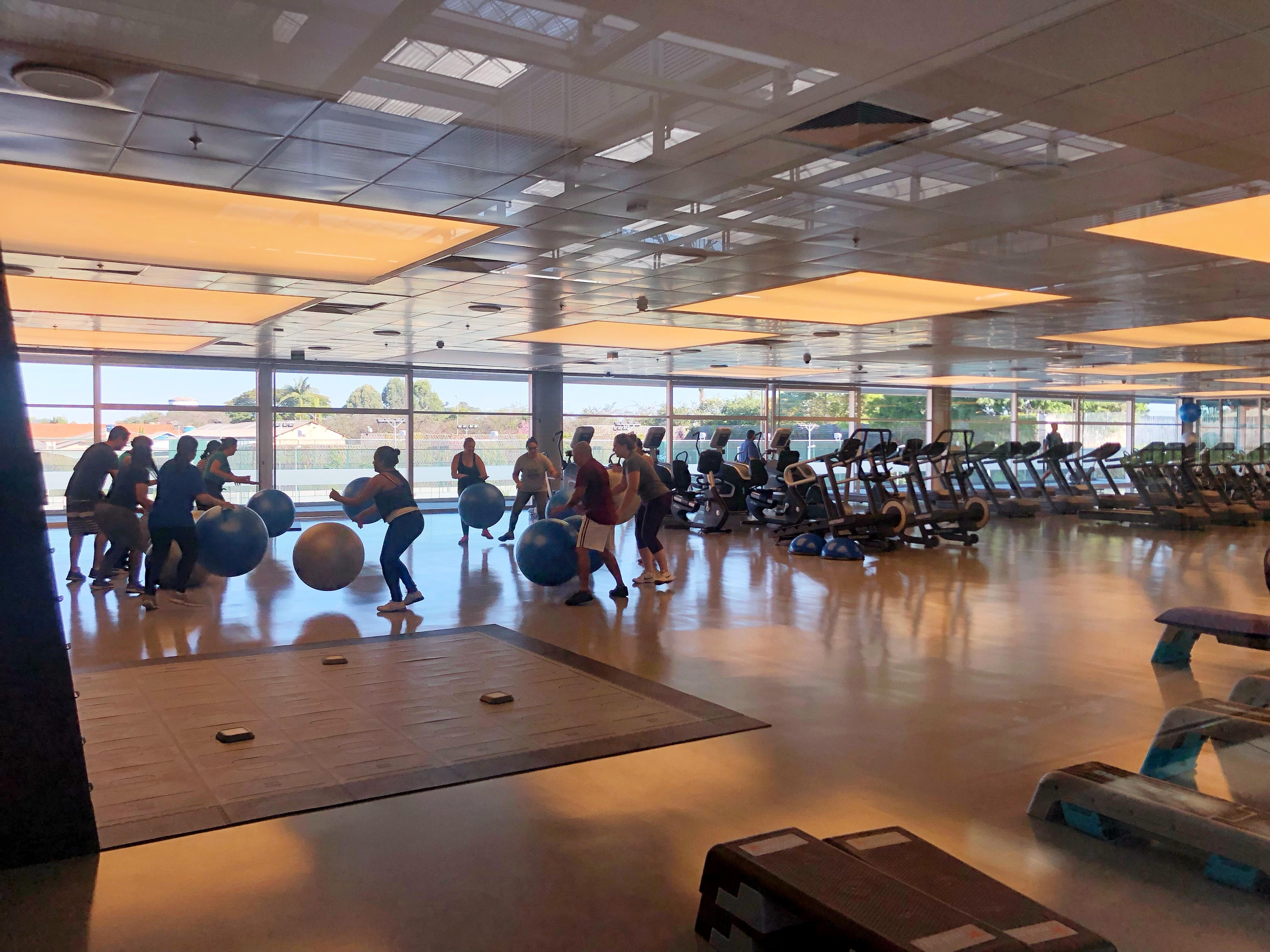
Academia
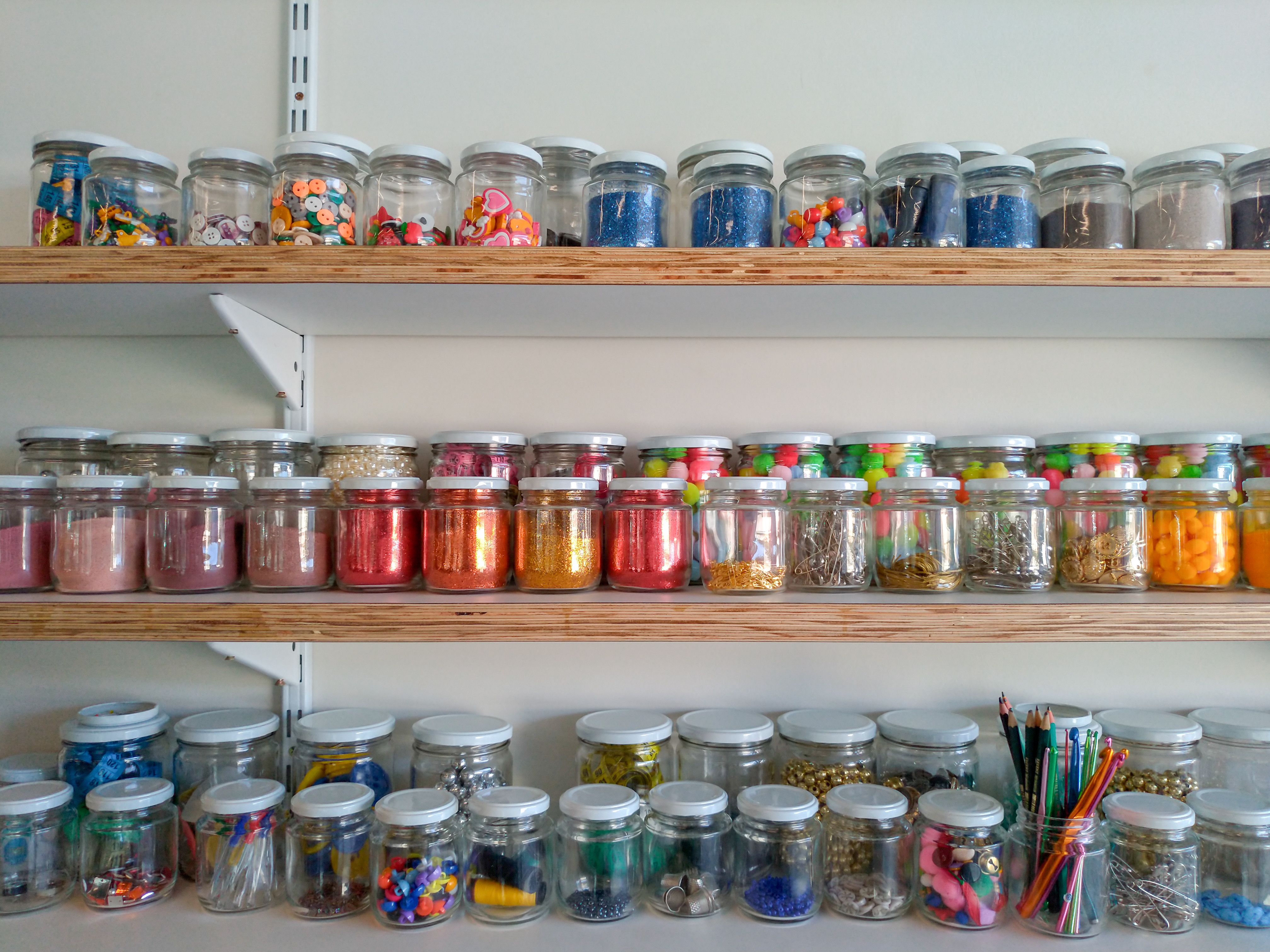
Ateliê
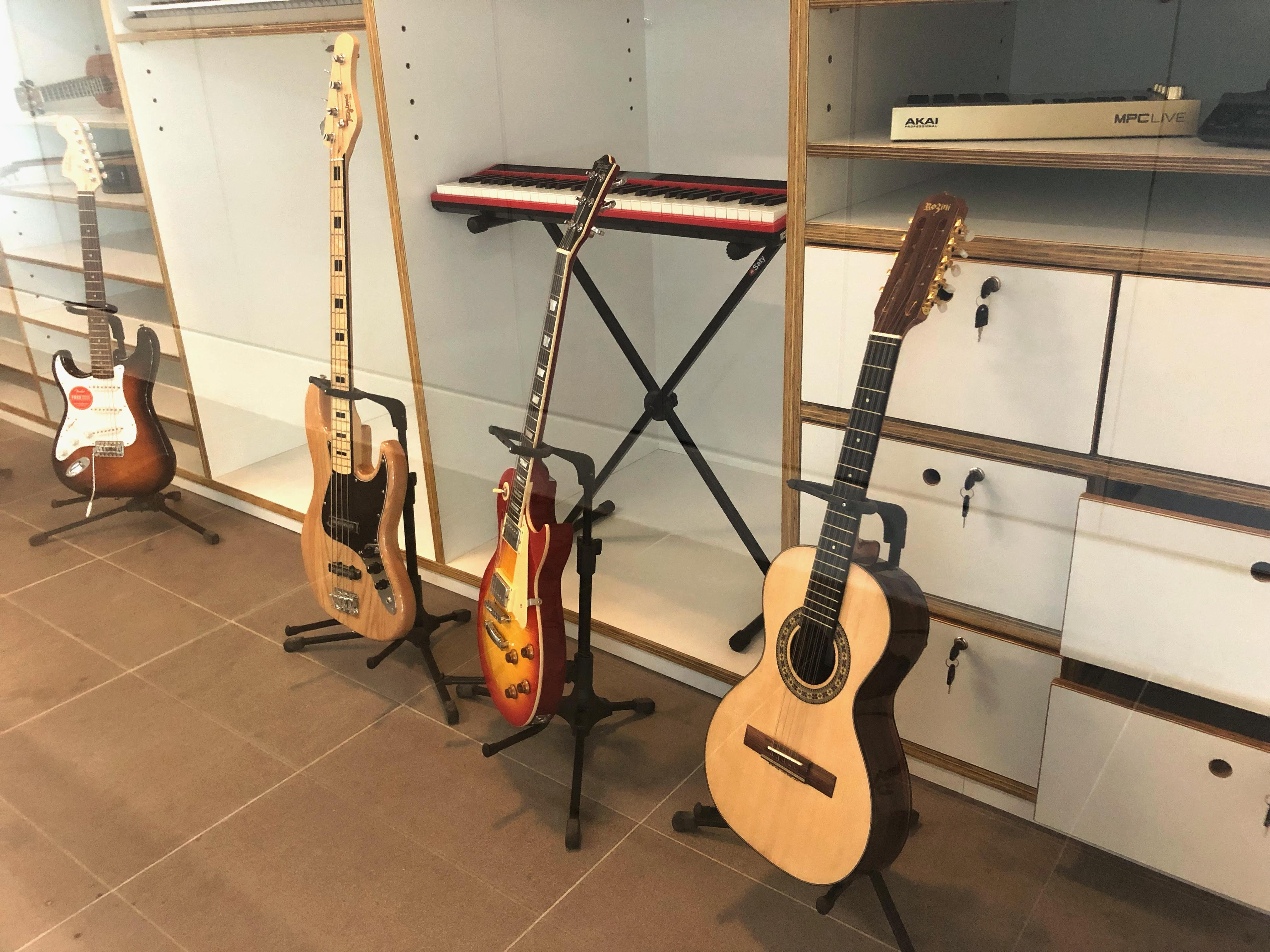
Sala com instrumentos musicais